# Arne Tjomsland

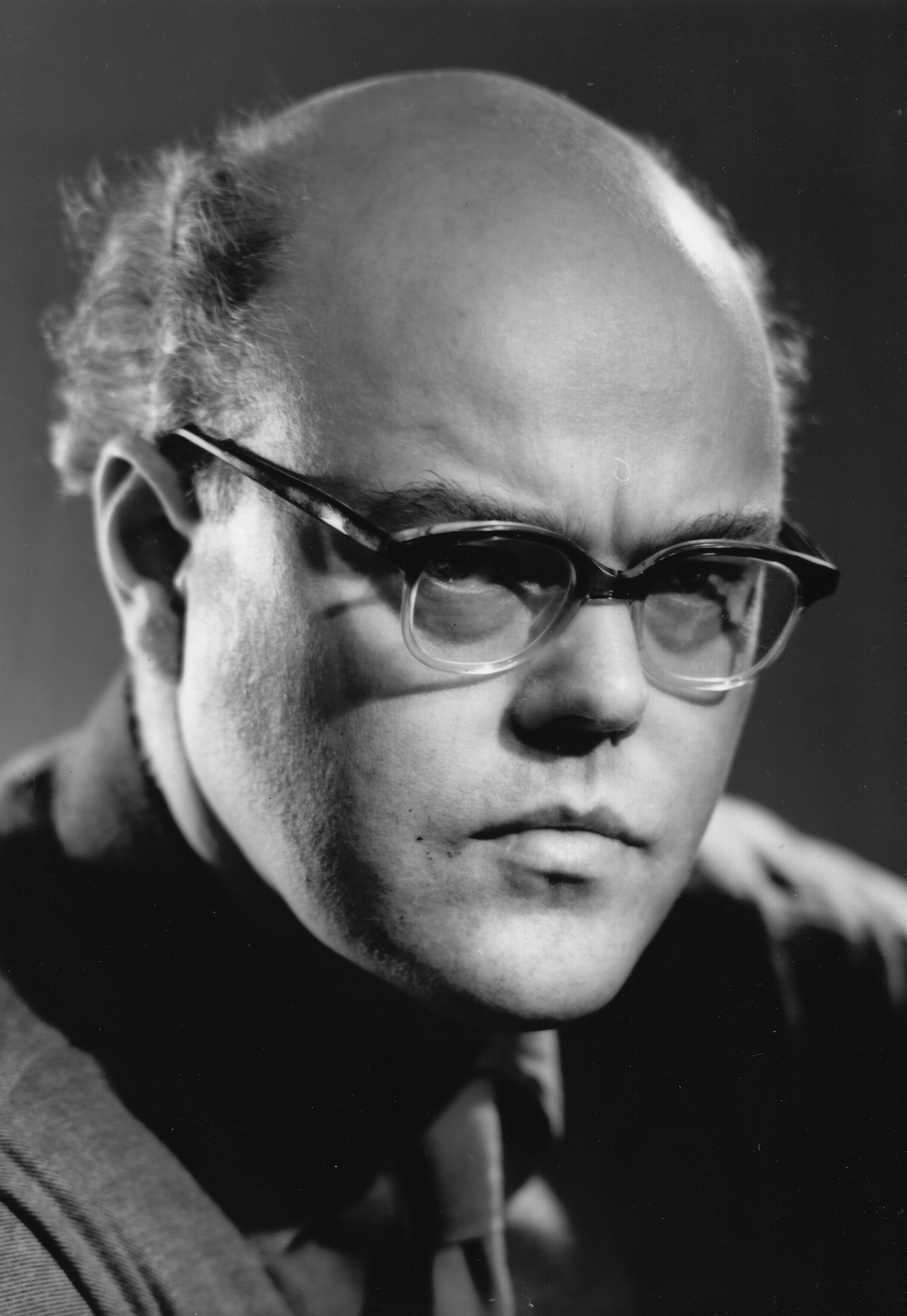
Arne Tjomsland

Arne Tjomsland (* 7. Februar 1915 in Kristiania (Oslo); † 26. Februar 1970 in Bærum) war ein norwegischer Holz- und Elfenbeinschnitzer. In den 1950er und 1960er Jahren entwarf er klein skalierte, aus Walzahn oder Holz geschnitzte Figuren, die oft von der nordischen Fauna inspiriert waren, aber auch Inuit oder Wikinger darstellten. Sein künstlerischer Stil zeichnete sich durch weiche Linien und minimale Details aus, womit er dem Skandinavischen Design im Stil des Mid-century modern folgte.

## Leben und Werk
Arne Tjomsland war der Sohn des Mikael Tjomsland, eines Präparators am Zoologischen Museum Oslo. Seine Mutter verstarb früh, so verbrachte er viel Zeit bei seinem Vater im Museum, umgeben von ausgestopften Tieren.
In den 1940er und 1950er Jahren arbeitete Tjomsland als Werbegestalter für das Kon-Tiki-Museum. Während des Zweiten Weltkriegs arbeitete er eng mit der Zeitschrift Bonytt zusammen, die sich den Themen Design, Handwerk und Innenarchitektur widmete. Auf Anregung des Goldschmieds Torolf Prytz richtete er daheim eine Schnitzwerkstatt ein und begann 1954 mit der Produktion von hölzernen Souvenirfiguren, die Besucher Norwegens als landestypisch empfanden und gerne kauften. Sein erstes Stück von 1954 – ein stilisierter Eisbär – war von seiner Kindheit im Museum inspiriert, worauf eine Produktion von anderen Tierfiguren sowie stilisierten Inuit und Wikingern aus Holz und Walzahn folgte. 1954 zeigte Tjomsland seine Entwürfe in der Wanderausstellung Design in Scandinavia, die von 1954 bis 1957 durch die Vereinigten Staaten von Amerika und durch Kanada tourte. Anfänglich schnitzte Tjomsland alle Figuren selbst, mit zunehmender Beliebtheit und seinen Schwierigkeiten, eine Bestellung von 500 Eisbären der SAS Scandinavian Airlines (SAS) allein zu fertigen, übernahm um 1955 der Möbelhersteller Hiorth og Østlyngen in Skøyen, einem Stadtteil Oslos, die Produktion.
Im Jahr 1957 wurde Tjomsland künstlerischer Leiter der Behindertenwerkstatt Goodwill Produkter in Sandefjord, wo er weiter Tierfiguren aus Holz und hauptsächlich aus Walzahn entwarf. Seine Designs wurden an eine handwerkliche Serienfertigung angepasst, wobei sie zunächst auf der Bandsäge grob geformt und danach von Hand gefräst und fein geschnitten wurden. Meist war es Tjomsland, der die letzte Hand an die Figuren legte. Auf der Internationalen Handwerksmesse 1957 in München erhielt Tjomsland die Goldmedaille der Bayerischen Landesregierung für eine Sammlung von Menschen- und Tierfiguren aus Teak- und Palisanderholz. Im Jahr 1960 wurde er auf der XII. Triennale in Mailand mit einer Silbermedaille für seine Abbildung eines Schneehuhns aus Walzahn ausgezeichnet.
Tjomsland fertigte während seiner Zeit bei Goodwill Produkter zwischen 200 und 300 verschiedene Entwürfe an, darunter Schneehühner, Pinguine, Robben, Papageientaucher, Walrosse, Eisbären, Rentiere, Ziegen, Elche, Wiesel, Seeschwalben, Schneeeulen, Hunde, Wölfe, Pferde sowie verschiedene Varianten von Inuit und Wikingern. Die meisten Modelle wurden aus Walzahn von Pottwalen hergestellt, die von der norwegischen Walfangflotte mit Sitz in Sandefjord und Larvik gefangen wurden. Mitte der 1960er Jahre ging das Angebot von Walzahn zurück, wonach die Produktion von Figuren aus diesem Material bei Goodwill Produkter eingestellt wurde. Danach beschäftigte er sich bis zu seinem Tod 1970 mit Entwürfen und der Anfertigung von emaillierten Kupfertellern.
Da es keinen vollständigen Katalog der Entwürfe von Arne Tjomsland gibt, kann die Authentifizierung einer Figur schwierig sein. Die Walzahnschnitzereien tragen oft einen Aufkleber mit Arne Tjomslands Signatur AT und dem Herkunftsland Norway, bei den Holzarbeiten ist oft der Schriftzug Norway in das Holz geschnitzt (z. B. beim Eisbär, Inuit im Kanu u. a.) oder sie tragen einen Stempel mit der Aufschrift Arne Tjomsland Norway (z. B. beim Moschusochsen, der Eule, dem Walross, dem Rentier u. a.). Einige Schnitzereien haben jedoch keine der genannten Merkmale. Da viele von ihnen aus den 1950er und 1960er Jahren stammen, können Aufkleber bereits abgefallen oder Stempel verblasst sein.
Das norwegische Unternehmen Eikund, das norwegische Designklassiker neu auflegt, griff 2019 auch Tjomslands Entwürfe aus dem Jahr 1955 auf und produzierte eine Neuausgabe der geschnitzten Eisbären, u. a. in Zusammenarbeit mit dem World Wide Fund For Nature (WWF), um auf den schwindenden Lebensraum der Tiere aufmerksam zu machen. Anstatt des ursprünglichen Teakholzes, eines Materials aus dem Regenwald, wird hierfür das nachhaltigere Erlenholz genutzt.